# Osztrák matematikusok listája
A listában Ausztriában élő, vagy ott született, vagy az ottani tudományos életben részt vevő matematikusok találhatók.
- Emil Artin (1898-1962) matematikus
- Wilhelm Blaschke (1885-1962) matematikus (wd)
- Adam Burg (1797-1882) matematikus, egyetemi tanár
- Rainer Burkard (1943-) matematikus, a MTA tiszteletbeli tagja
- Christian Doppler (1803-1853) matematikus, fizikus
- Paul Ehrenfest (osztrák születésű, holland (1880-1933) matematikus (wd)
- Andreas von Ettingshausen (1796-1878) matematikus, fizikus
- Philipp Frank (1884-1966) filozófus, matematikus (wd)
- Johannes Frischauf (1837-1924) matematikus, geodéta (wd)
- Kurt Gödel (1906-1978) osztrák matematikus, logikus és tudományfilozófus
- Wolfgang Gröbner (1899-1980) matematikus (wd)
- Hans Hahn (1879-1934) filozófus, matematikus, a Bécsi kör tagja
- Klaus Schmidt(wd) (1943) bécsi matematikus
- Walter Knödel (1926–2018) matematikus (wd)
- Georg Kreisel (az Egyesült Királyságban és az USA-ban dolgozó, osztrák származású 1923-2015) matematikus, logikus (wd)
- Karl Menger (Amerikában élt 1902-1985) matematikus (wd)
- Richard von Mises (Németországban és az USA-ban élő 1883-1953) matematikus, fizikus, filozófus
- Otto E. Neugebauer (1899-1990) matematikus, csillagász (wd)
- Petzval József (Josef Maximilian Petzval, cipszer származású, kettős identitású 1807-1891) matematikus, mechanikus
- Pollaczek Félix (1892-1981) Neumann János elméleti díjas mérnök, matematikus
- Johann Radon (1887-1956) (wd)
- Josef Stefan (karintiai származású osztrák–szlovén 1835-1893) matematikus és fizikus, szlovén nyelvű költő
- Alfred Tauber (1866-1942) matematikus
- Heinrich Franz Friedrich Tietze matematikus (Németországban élt 1880-1964) (wd)
- Leopold Vietoris (1891-2002) matematikus (wd)
- Karl Unterkofler (1957-) matematikus (wd)